# 610M
610М — одновагонная автомотриса, производится в Польше заводом «ПЕСА-Быдгощ» (пол. «Pojazdy Szynowe PESA Bydgoszcz SA»).

## История создания
В 2001 году в Польше заводом «ПЕСА-Быдгощ» было начато производство моторвагонного подвижного состава нового поколения. Первой такой машиной стала автомотриса модели 214M европейской (нормальной) колеи. Вскоре для экспорта в страны бывшего СССР (то есть страны с широкой колеёй 1520 мм) на базе этой машины были разработаны такие модели, как 610M (инспекционная версия для Украинской железной дороги), 620М (пассажирская версия; эксплуатируется Украинской железной дорогой, Белорусской железной дорогой и Литовскими железными дорогами), 611M (инспекционная версия для Российских железных дорог).

## Общие сведения
Автомотриса модели 610M была создана для инспекционных поездок высокопоставленных лиц, в связи с чем имеет специальное оформление салона, а также высокую скорость, для чего на автомотрисе установлены два двигателя мощностью по 315 кВт. Предусмотрена возможность эксплуатации 610M по системе многих единиц в составах до трёх вагонов. Категория надёжности — P II по PN EN 12663.

### Технические характеристики
Основные параметры автомотрисы:
- Осевая формула — 20-20;
- Размеры:
  - Габарит по ГОСТ 9238-83 — 1-Т;
  - Длина — 27 350 мм;
  - Ширина — 3000 мм;
  - Высота — 4220 мм;
  - Высота пола от уровня головок рельсов — 1345 мм;
  - Ширина дверного проёма — 1300 мм;
  - Ширина колеи — 1520 мм;
  - Диаметр колёс — 840 мм;
- Количество дверей — 2×1 (по одной на каждом борту);
- Пассажировместимость — 15 мест, в том числе:
  - Мест для сидения — 12;
  - Мест для стояния — 3;
- Массовые характеристики:
  - Рабочая масса — 58 т;
  - Нагрузка от оси на рельсы — 14,5 тс (160 кН);
- Тяговые характеристики:
  - Мощность двигателей — 2×315 кВт;
  - Конструкционная скорость — 160 км/ч;
  - Ускорение до скорости 30 км/ч — 0,8 м/с2.
  - Запас хода по топливу — 1000 км.

### Нумерация и маркировка
На Украине не стали присваивать автомотрисе отдельную серию или тип, оставив обозначение 610М. Машина получила номер в трёхзначном формате; первый (и на 2017 год - единственный) экземпляр получил номер 001. Маркировка выполнена под лобовыми стёклами на обеих кабинах через тире: 610М-001.

## Конструкция

### Механическая часть
Кузов автомотрисы имеет две кабины управления по концам и по одному дверному проёму шириной 1300 мм на каждом борту. Двери — двустворчатые, прислонно-сдвижного типа. Выход пассажиров возможен на низкие и высокие платформы. По обоим концам вагона установлены автосцепки СА-3.
Кузов опирается на две двухосные тележки типа 3MSa производства «ПЕСА-Быдгощ». Осевая формула автомотрисы 20-20 (точнее B'B' — в формате UIC), то есть обе тележки имеют по две тяговые (ведущие) колёсные пары, связанные друг с другом передачей.  Вращающий момент от двигателей передаётся через гидродинамическую передачу.
Для возможности передвижения с повышенной скоростью на автомотрисе установлены два дизельных двигателя производства MTU модели 6R183TD13H. Мощность двигателя 315 кВт. Двигатель конструктивно объединён с гидродинамической трансмиссией немецкой фирмы «Фойт» (нем. «Voith») модели Tr211re3 в единый модуль Power Pack (то есть на вагоне установлены два таких модуля).

### Оборудование салона
В салоне вагона расположены конференц-зал, спальня, санузел и две комнаты отдыха персонала, интегрированные с кабинами машиниста. Салон оборудован аудиовизуальной системой и бортовыми компьютерами. В отделке салона применена декоративная древесина. Обивка сидений выполнена из кожи.

## МВПС, созданный на базе серии 610M
В период с 12 по 13 октября 2011 года в рамках 9-й Международной выставки железнодорожной промышленности Trako 2011 в Гданьске был подписан контракт между ОАО «РЖД» и АО «ПЕСА» на изготовление и поставку инспекционной автомотрисы 611М. Ввод в эксплуатацию был намечен на конец 2013 года.
Автомотриса также представляет собой самоходный дизельный вагон, кузов которого опирается на две приводные тележки. Машина имеет кабины машиниста на обоих концах, которые предназначены для обслуживания одним человеком с дополнительным местом для помощника машиниста и инспектора. Машина имеет повышенную (до 180 км/ч) конструкционную скорость. Также в отличие от модели 610M дизайн её кабины выполнен аналогично применённому фирмой PESA примерно в то же время на дизель-поезде 730M.
15 октября 2013 года автомотриса 611M-002 достигла скорости 201 км/ч на линии Москва — Санкт-Петербург, установив рекорд скорости для поездов польского производства на дизельной тяге.

## Эксплуатация
Автомотриса 610М-001 эксплуатируется на Украине для инспекционных поездок руководящего состава, как и другой служебный состав (из двух головных вагонов дизель-поезда ДР1А-405).